# 呂恒安
呂恒安，中國清朝武官，山東清平縣人。
嘉慶二十四年（1819年）己卯恩科武進士。道光二十八年（1848年）接替葉長春擔任臺灣鎮總兵。是台灣清治時期此期間，受台灣道制約的台灣地區最高軍事首長。